# Michel Andrieux
Michel Andrieux  (Bergerac, 28 april 1967) is een Frans roeier. Hij roeide tijdens al zijn deelnames aan de wereldkampioenschappen roeien en Olympische Zomerspelen aan de zijde van Jean-Christophe Rolland. Andrieux maakte zijn debuut tijdens de wereldkampioenschappen roeien 1989 met een negende plaats in de acht. Hij maakte zijn olympische debuut tijdens de Olympische Zomerspelen 1992 met een vierde plaats in de twee-zonder-stuurman. Hij won zijn eerste wereldtitel tijdens de wereldkampioenschappen roeien 1993 in de vier-zonder-stuurman. De volgende twee wereldkampioenschappen behaalde Andrieux een zilveren medaille in de vier-zonder-stuurman en een bronzen medaille in de twee-zonder-stuurman. Tijdens de Olympische Zomerspelen 1996 behaalde won de bronzen medaille in de twee-zonder-stuurman. Op de Wereldkampioenschappen roeien 1997 in zijn eigen land won Andrieux de wereldtitel. Na een zilveren medaille tijdens de Wereldkampioenschappen roeien 1999 won hij de olympische titel tijdens de Olympische Zomerspelen 2000.

## Belangrijkste prestaties
- Wereldkampioenschappen roeien 1989 in Bled 9e in de acht
- Wereldkampioenschappen roeien 1990 in Barrington 8e in de vier-zonder-stuurman
- Wereldkampioenschappen roeien 1991 in Wenen 5e in de twee-zonder-stuurman
- Olympische Zomerspelen 1992 in Barcelona 4e in de twee-zonder-stuurman
- Wereldkampioenschappen roeien 1993 in Račice  in de vier-zonder-stuurman
- Wereldkampioenschappen roeien 1994 in Indianapolis  in de vier-zonder-stuurman
- Wereldkampioenschappen roeien 1995 in Tampere  in de twee-zonder-stuurman
- Olympische Zomerspelen 1996 in Atlanta  in de twee-zonder-stuurman
- Wereldkampioenschappen roeien 1997 in Aiguebelette-le-Lac  in de twee-zonder-stuurman
- Wereldkampioenschappen roeien 1999 in St. Catharines  in de twee-zonder-stuurman
- Olympische Zomerspelen 2000 in Sydney  in de twee-zonder-stuurman

1904: Robert Farnan & Joseph Ryan ·
1908: Reginald Fenning & Gordon Thomson ·
1924: Teun Beijnen & Willy Rösingh ·
1928: Kurt Moeschter & Bruno Müller ·
1932: Lewis Clive & Hugh Edwards ·
1936: Willi Eichhorn & Hugo Strauß ·
1948: Jack Wilson & Ran Laurie ·
1952: Charles Logg & Thomas Price ·
1956: James Fifer & Duvall Hecht ·
1960: Valentin Borejko & Oleg Golovanov ·
1964: George Hungerford & Roger Jackson ·
1968: Jörg Lucke & Heinz-Jürgen Bothe ·
1972: Siegfried Brietzke & Wolfgang Mager ·
1976: Jörg Landvoigt & Bernd Landvoigt ·
1980: Jörg Landvoigt & Bernd Landvoigt ·
1984: Petru Iosub & Valer Toma ·
1988: Andy Holmes & Steve Redgrave ·
1992: Steve Redgrave & Matthew Pinsent ·
1996: Steve Redgrave & Matthew Pinsent ·
2000: Michel Andrieux & Jean-Christophe Rolland ·
2004: Drew Ginn & James Tomkins ·
2008: Drew Ginn & Duncan Free ·
2012: Eric Murray & Hamish Bond ·
2016: Eric Murray & Hamish Bond ·
2020: Martin Sinković & Valent Sinković ·
2024: Martin Sinković & Valent Sinković